# Варнавино (смт)
Варнавино (рос. Варнавино) — селище міського типу в Росії, адміністративний центр Варнавинського району Нижньогородської області. Утворює однойменне муніципальне утворення Варнавино зі статусом робітниче селище як єдиний населений пункт у його складі.
Населення — 3304 осіб (2017 рік).

## Географія
Селище розташоване за 165 км на північ від Нижнього Новгорода, пристань на річці Ветлузі. Найближча залізнична станція Ветлузька Горьківської залізниці знаходиться за 41 км від Варнавиного.

## Історія

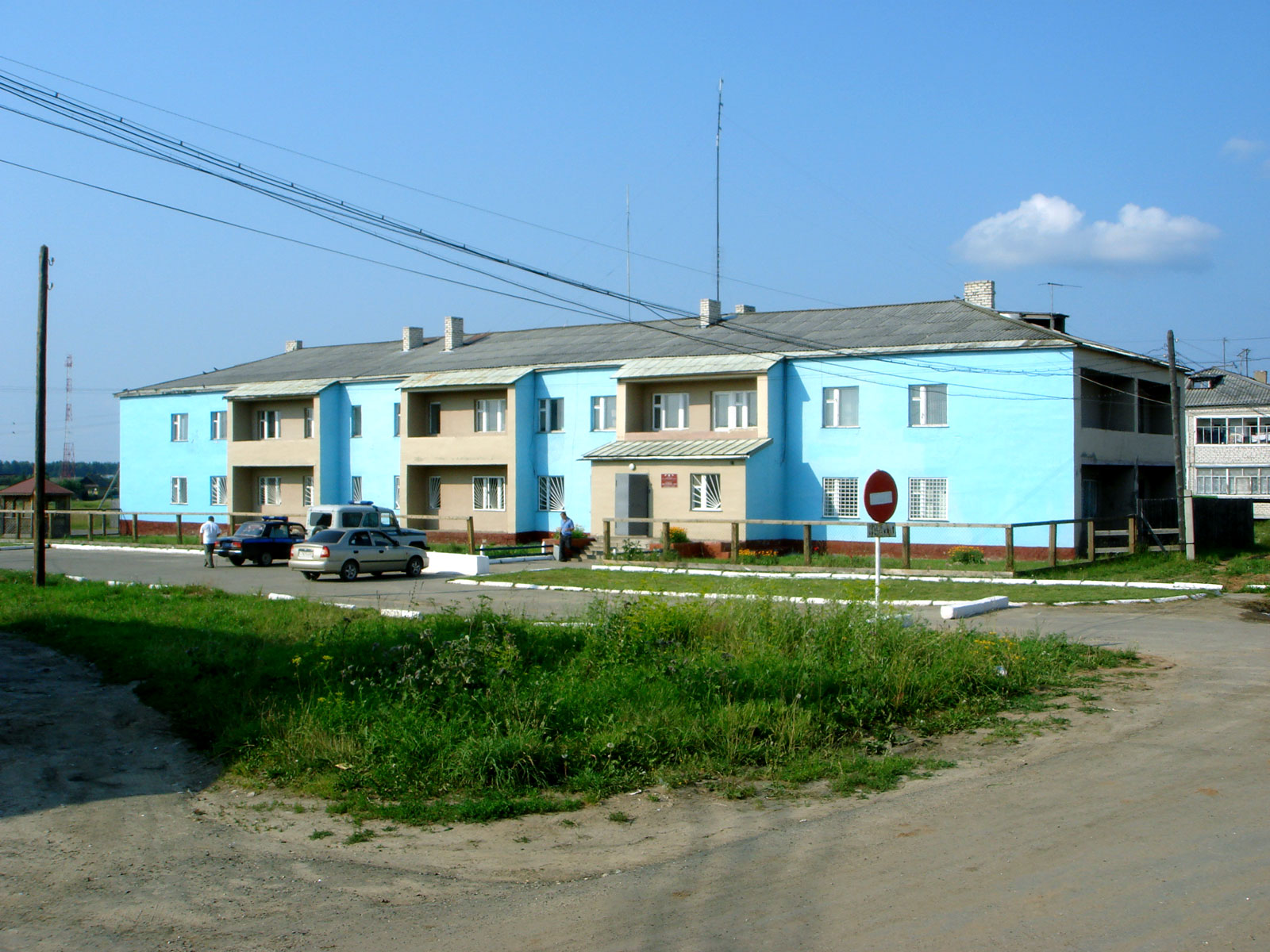
Відділення поліції

У 1417 році монах з Великого Устюга преподобний Варнава Ветлузький заснував пустель, що стала пізніше монастирем, навколо якого склалося торгове село.
У 1778 році село перетворено в повітове місто Варнавоно Костромського намісництва.
19 лютого (3 березня) 1853 року тут народився російський письменник Олексій Тихонов; автор роману «Pollice verso».
У 1918році в Урені спалахнуло антибільшовицьке повстання, яке переросло в повномасштабну громадянську війну, по одну сторону в якій опинилися повсталі, а по іншу Варнавинська рада. В результаті військових дій, повітове місто сильно постраждало і втратило свій статус.
У 1922 році Варнавинський повіт був переданий зі складу Костромської губернії до складу Нижньогородської губернії.
Статус робочого селища присвоєно в 1961 році.

## Населення
| 1959  | 1970  | 1979  | 1989  | 1999  | 2002  | 2008  |
| ----- | ----- | ----- | ----- | ----- | ----- | ----- |
| 2900  | ↗3147 | ↗3529 | ↗3909 | ↗4100 | ↘3718 | ↘3307 |
| 2009  | 2010  | 2011  | 2012  | 2013  | 2014  | 2015  |
| ↘3235 | ↗3475 | ↘3466 | ↘3456 | ↗3460 | ↘3406 | ↘3352 |
| 2016  | 2017  |       |       |       |       |       |
| ↘3301 | ↗3304 |       |       |       |       |       |